# Rhinella granulosa
Rhinella granulosa es una especie de anfibio de la familia Bufonidae.
Es endémica del este de Brasil.
Su hábitat natural incluye bosques secos tropicales o subtropicales, bosques húmedos tropicales o subtropicales a baja altitud, sabanas secas y húmedas, zonas de arbustos tropicales o subtropicales y secos, praderas a baja altitud, ríos, pantanos, marismas de agua dulce, tierra arable, zonas de pastos, plantaciones, jardines rurales, áreas urbanas y zonas previamente boscosas ahora muy degradadas.